# Heidi Marguerite Anderson
Heidi Marguerite Anderson (geborene Heidi Marguerite Schwyzer; * 22. April 1944 in Johannesburg) ist eine südafrikanisch-australische Paläobotanikerin. Ihr botanisches Autorenkürzel lautet „H.M.Anderson“.

## Leben
Anderson absolvierte ab 1961 ein Bachelorstudium an der Witwatersrand-Universität, das sie 1966 mit Auszeichnung abschloss. Von 1967 bis 1969 war sie Biologielehrerin in Johannesburg. 1968 heiratete sie den britischen Paläobotaniker John Malcolm Anderson, von dem sie sich später scheiden ließ. Von 1970 bis 1974 war sie wissenschaftliche Mitarbeiterin am Bernard Price Institute der Witwatersrand-Universität, wo sie 1977 mit der Dissertation A Revision Of The Genus Dicroidium From The Molteno Formation zum Ph.D. promoviert wurde. Von 1978 bis zu ihrem Ruhestand im Jahr 2002 war sie wissenschaftliche Mitarbeiterin am Botanical Research Institute in Pretoria. Seit 2011 ist sie Ehrenmitglied am Bernard Price Institute for Palaeontology Research. Sie ist in zweiter Ehe mit dem australischen Botaniker Keith Holmes verheiratet, mit dem sie in New South Wales lebt.
Von 1978 bis 2002 war Anderson regionale Vertreterin für Afrika bei der International Organisation of Palaeobotany (IOP). Seit 2001 ist sie Mitglied des Nomenklatur-Ausschusses für Fossilien bei der International Association for Plant Taxonomy. Zudem ist sie Mitglied bei der Linnean Society of New South Wales.
Ab 1968 sammelten Heidi und John Malcolm Anderson ausgiebig in der obertriassischen Molteno-Formation in Lesotho, wo über 10.000 fossile Beleg-Exemplare zusammengetragen wurden, die heute im Bernard Price Institute for Palaeontology Research aufbewahrt werden. Ihre Publikationen widmen sich der Flora der Trias in Gondwana, einschließlich der Wechselwirkungen zwischen Pflanzen und Insekten in der Trias.
Zu Andersons Bibliografie zählen die Schriften Palaeoflora of southern Africa: Molteno Formation (Triassic), Band 1: Dicroidium (1983), Palaeoflora of southern Africa: Prodromus of South African megafloras, Devonian to Lower Cretaceous (1985), Palaeoflora of southern Africa: Molteno Formation (Triassic), Band 2: Gymnosperms (1989), Vascular and Non-vascular Plant Community Responses to Created Microtopographies in a Managed Forested Wetland (2001), Heyday of the gymnosperms: systematics and biodiversity of the Late Triassic Molteno fructifications. Strelitzia 15 (2003),  Brief history of the gymnosperms: classification, biodiversity, phytogeography and ecology. Strelitzia 20, Molteno ferns: Late Triassic biodiversity in southern Africa. Strelitzia 21 (2008).